# Marieux
Marieux est une commune française située dans le département de la Somme en région Hauts-de-France.

## Géographie

### Description
Essentiellement agricole et située sur l'axe Amiens - Pas-en-Artois, la commune est desservie par les routes départementales 1 (l'ancienne voie romaine dite « Chaussée Brunehaut » reliant Amiens à Arras via Pas-en-Artois) et 938. La RD1 limite le territoire à l'ouest et la coupe ainsi de la commune voisine de Sarton.

### Hydrographie

#### Réseau hydrographique
La commune est située dans le bassin Artois-Picardie. Elle est drainée par le fossé de Marieux.

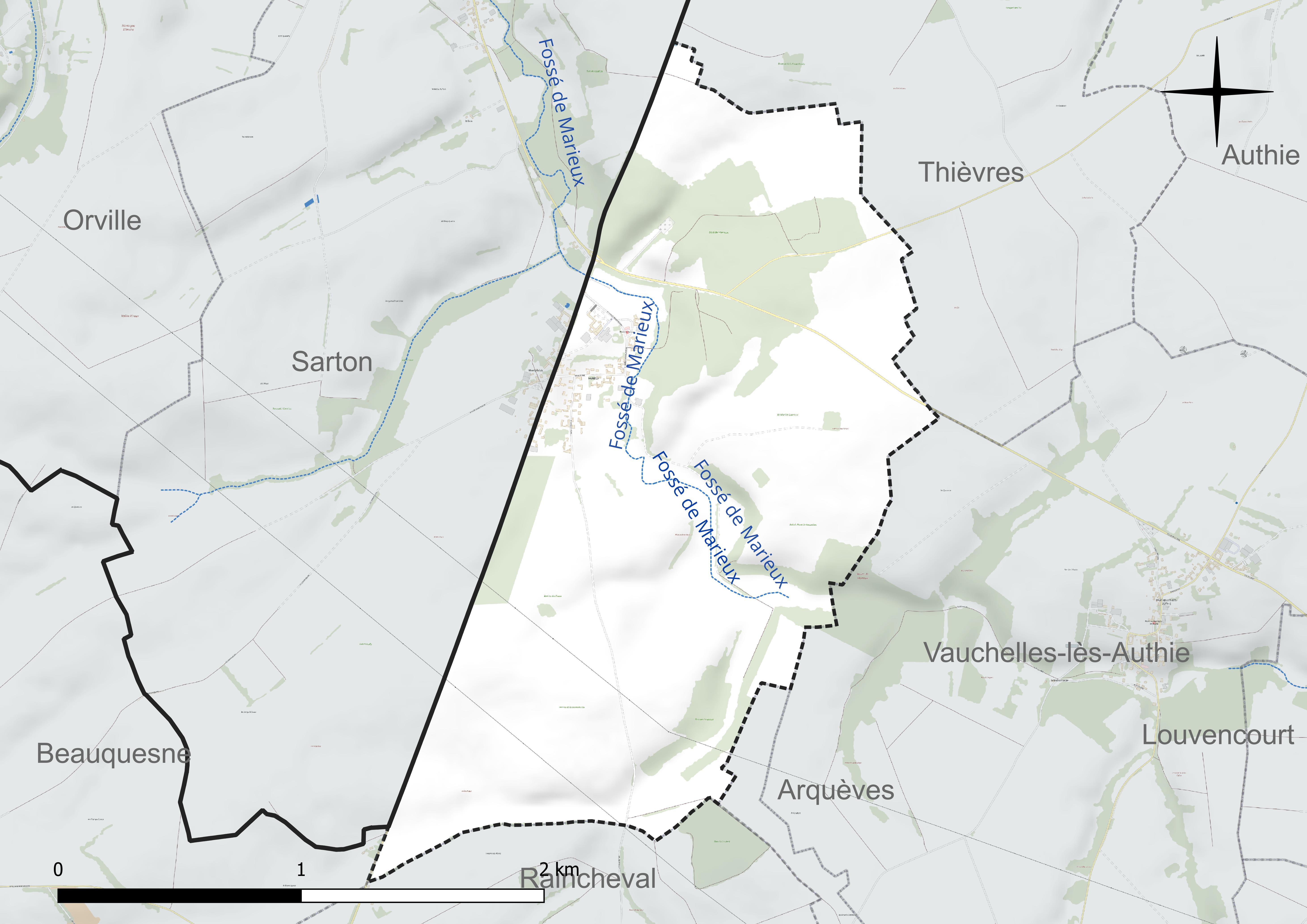
Réseau hydrographique de Marieux.

#### Gestion et qualité des eaux
Le territoire communal est couvert par le schéma d'aménagement et de gestion des eaux (SAGE) « Authie ». Ce document de planification concerne un territoire de 1 253 km2 de superficie, délimité par le bassin versant de l'Authie. Le périmètre a été arrêté le 5 août 1999 et le SAGE proprement dit est, en 2024, en cours d'élaboration. La structure porteuse de l'élaboration et de la mise en œuvre est le syndicat mixte Canche Et Authie.
La qualité des cours d'eau peut être consultée sur un site dédié géré par les agences de l'eau et l'Agence française pour la biodiversité.

### Climat
Pour des articles plus généraux, voir Climat des Hauts-de-France et Climat de la Somme.
En 2010, le climat de la commune est de type climat océanique dégradé des plaines du Centre et du Nord, selon une étude du CNRS s'appuyant sur une série de données couvrant la période 1971-2000. En 2020, Météo-France publie une typologie des climats de la France métropolitaine dans laquelle la commune est exposée à un climat océanique et est dans la région climatique Nord-est du bassin Parisien, caractérisée par un ensoleillement médiocre, une pluviométrie moyenne régulièrement répartie au cours de l'année et un hiver froid (3 °C).
Pour la période 1971-2000, la température annuelle moyenne est de 10,3 °C, avec une amplitude thermique annuelle de 14,2 °C. Le cumul annuel moyen de précipitations est de 783 mm, avec 12,2 jours de précipitations en janvier et 8,9 jours en juillet. Pour la période 1991-2020, la température moyenne annuelle observée sur la station météorologique la plus proche, située sur la commune de Saulty à 14 km à vol d'oiseau, est de 10,4 °C et le cumul annuel moyen de précipitations est de 899,7 mm,. Pour l'avenir, les paramètres climatiques de la commune estimés pour 2050 selon différents scénarios d'émission de gaz à effet de serre sont consultables sur un site dédié publié par Météo-France en novembre 2022.

## Urbanisme

### Typologie
Au 1er janvier 2024, Marieux est catégorisée commune rurale à habitat dispersé, selon la nouvelle grille communale de densité à sept niveaux définie par l'Insee en 2022.
Elle est située hors unité urbaine. Par ailleurs la commune fait partie de l'aire d'attraction d'Amiens, dont elle est une commune de la couronne,. Cette aire, qui regroupe 369 communes, est catégorisée dans les aires de 200 000 à moins de 700 000 habitants,.

### Occupation des sols
L'occupation des sols de la commune, telle qu'elle ressort de la base de données européenne d'occupation biophysique des sols Corine Land Cover (CLC), est marquée par l'importance des territoires agricoles (84,1 % en 2018), une proportion identique à celle de 1990 (84,1 %). La répartition détaillée en 2018 est la suivante : 
terres arables (72,5 %), forêts (15,9 %), zones agricoles hétérogènes (11,7 %). L'évolution de l'occupation des sols de la commune et de ses infrastructures peut être observée sur les différentes représentations cartographiques du territoire : la carte de Cassini (XVIIIe siècle), la carte d'état-major (1820-1866) et les cartes ou photos aériennes de l'IGN pour la période actuelle (1950 à aujourd'hui).

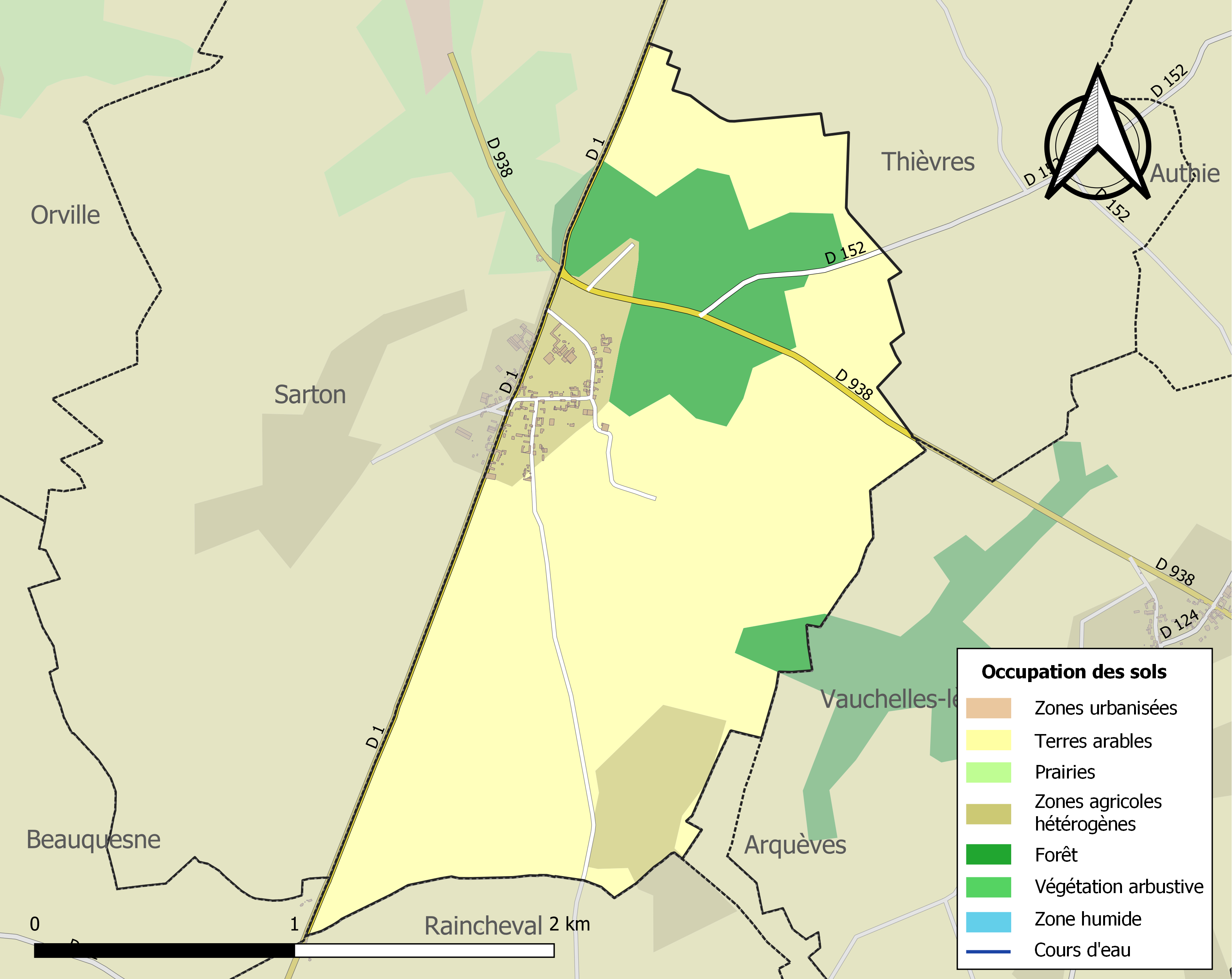
Carte des infrastructures et de l'occupation des sols de la commune en 2018 (CLC).

## Toponymie
Le nom de la localité est attesté sous les formes Cervorum Marcassio en 662 ; Mariu en 1127 ; Marii en 1140 ; Mairiu en 1146 ; Mareu en 1196 ; Mairieu en 1367 ; Marieux en 1507 ; Mayneu en 1579 ; Marien en 1638 ; Marion en 1657 ; Marieu en 1660 ; Marin en 1696.

## Histoire
Marieux est située sur l'ancienne voie romaine d'Amiens - Arras par Puchevillers, Thièvres et Pas-en-Artois.
Cette voie conduisait en Angleterre, d'où son importance. Elle fut donc protégée par des forteresses et des camps spécialement rapprochés à cause du passage de l'Authie.
Pendant la Première Guerre mondiale, le château de Marieux sert de quartier général à un corps britannique qui tient une partie du front de la Somme.
Le 25 octobre 1915, le roi George V y reçoit à déjeuner le président Poincaré et les principaux chefs des armées françaises et britanniques.

## Politique et administration
Par arrêté préfectoral du 27 décembre 2016, la commune est détachée le 1er janvier 2017 de l'arrondissement d'Amiens pour intégrer l'arrondissement de Péronne.

### Liste des maires
| Période                                  | Période                      | Identité       | Étiquette | Qualité            |
| ---------------------------------------- | ---------------------------- | -------------- | --------- | ------------------ |
| Les données manquantes sont à compléter. |                              |                |           |                    |
| 1994                                     | 2006                         | Paulette Lefel | DVD       | Démissionnaire     |
| 2006                                     | octobre 2016                 | René Sara      |           | Décédé en fonction |
| 10 décembre 2016                         | 2020                         | Christine Sara |           | Agricultrice       |
| 2020                                     | En cours (au 8 octobre 2020) | Hervé Bayard   |           |                    |

## Démographie
L'évolution du nombre d'habitants est connue à travers les recensements de la population effectués dans la commune depuis 1793. Pour les communes de moins de 10 000 habitants, une enquête de recensement portant sur toute la population est réalisée tous les cinq ans, les populations de référence des années intermédiaires étant quant à elles estimées par interpolation ou extrapolation. Pour la commune, le premier recensement exhaustif entrant dans le cadre du nouveau dispositif a été réalisé en 2008.

En 2022, la commune comptait 130 habitants, en évolution de +10,17 % par rapport à 2016 (Somme : −1,26 %, France hors Mayotte : +2,11 %).
| 1793 | 1800 | 1806 | 1821 | 1831 | 1836 | 1841 | 1846 | 1851 |
| ---- | ---- | ---- | ---- | ---- | ---- | ---- | ---- | ---- |
| 184  | 190  | 219  | 224  | 324  | 325  | 331  | 343  | 333  |

| 1856 | 1861 | 1866 | 1872 | 1876 | 1881 | 1886 | 1891 | 1896 |
| ---- | ---- | ---- | ---- | ---- | ---- | ---- | ---- | ---- |
| 372  | 366  | 389  | 353  | 335  | 294  | 249  | 265  | 257  |

| 1901 | 1906 | 1911 | 1921 | 1926 | 1931 | 1936 | 1946 | 1954 |
| ---- | ---- | ---- | ---- | ---- | ---- | ---- | ---- | ---- |
| 236  | 205  | 190  | 166  | 145  | 148  | 134  | 133  | 127  |

| 1962 | 1968 | 1975 | 1982 | 1990 | 1999 | 2006 | 2008 | 2013 |
| ---- | ---- | ---- | ---- | ---- | ---- | ---- | ---- | ---- |
| 120  | 115  | 117  | 113  | 92   | 82   | 104  | 110  | 111  |

| 2018 | 2022 | - | - | - | - | - | - | - |
| ---- | ---- | - | - | - | - | - | - | - |
| 126  | 130  | - | - | - | - | - | - | - |

## Culture locale et patrimoine

### Lieux et monuments
- Château bâti en 1777 par la famille Le Caron de Chocqueuse, appartient encore actuellement à la famille de Chizelle. Il faut remarquer le portail monumental et sa grille décorée, ainsi qu'en arrière-plan, la ferme du château dominée par un colombier octogonal en pierre, également du XVIIIe siècle.
- Église Saint-Léger, située en léger contrebas par rapport au château, elle fut rebâtie en 1828, en style néo-classique. Elle conserve un certain nombre d'objets protégés en tant que monuments historiques.

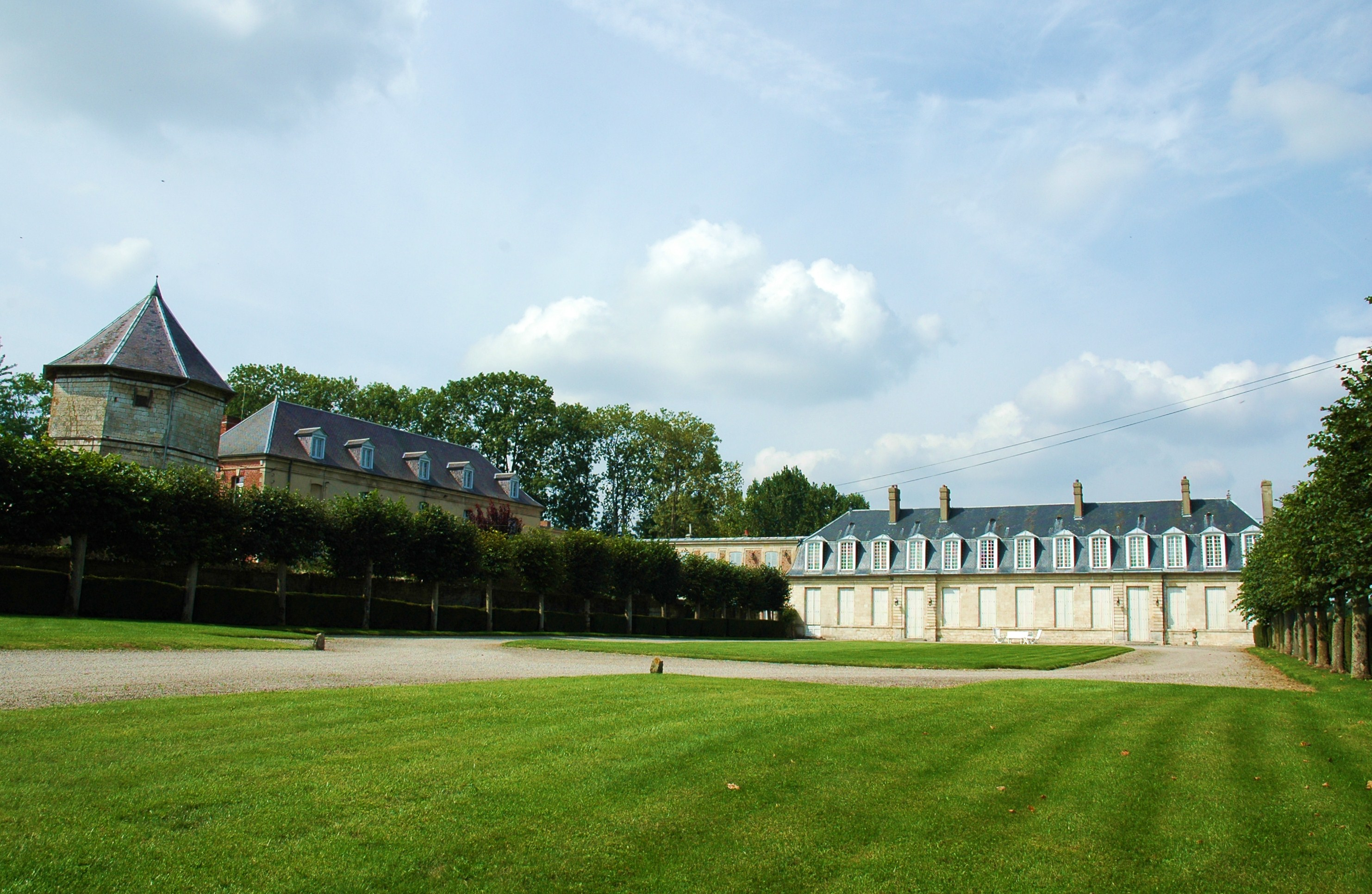
Le Château
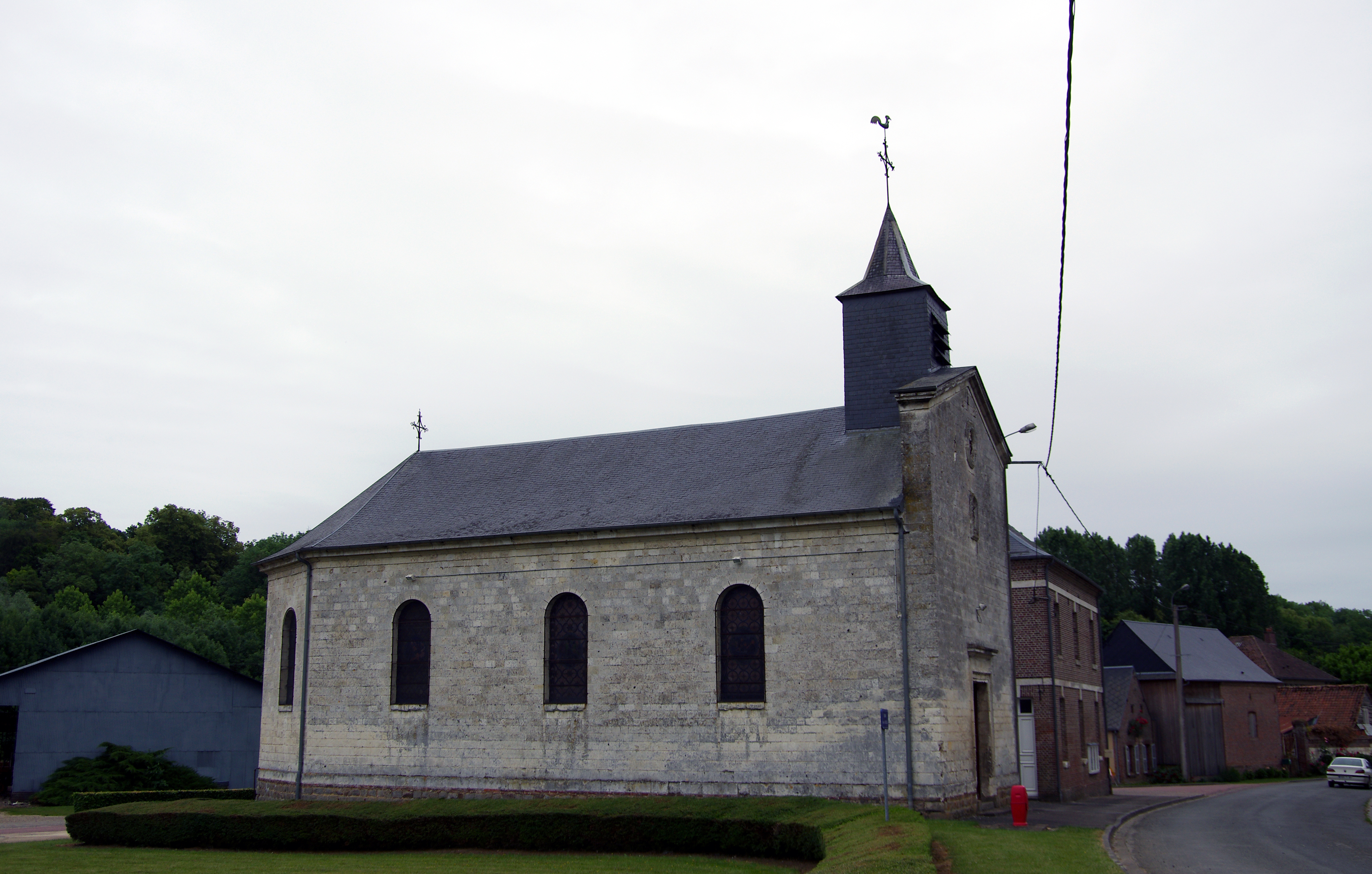
L'église Saint-Léger